# Tom Lantos
Thomas Peter Lantos, född 1 februari 1928 i Budapest, Ungern, död 11 februari 2008 i Bethesda, Maryland, var en ungersk-amerikansk politiker (demokrat). Han var ledamot av USA:s representanthus från januari 1981 fram till sin död. Han var ordförande i representanthusets utrikesutskott 2007-2008.

## Biografi
Lantos växte upp i en judisk familj i Ungern. Han deltog i motståndsrörelsen mot nazisternas ockupation och var den enda överlevaren från nazisternas koncentrationsläger att bli ledamot av USA:s kongress.
Lantos flyttade 1947 till USA. Han kom till USA för att studera vid University of Washington. Han avlade 1949 sin kandidatexamen och 1951 sin master. Han studerade sedan vidare vid University of California, Berkeley och avlade där 1953 sin doktorsexamen. Han gjorde därefter karriär som TV-journalist, professor i nationalekonomi och som politisk rådgivare.
Lantos besegrade sittande kongressledamoten William Royer i kongressvalet 1980. Han omvaldes tretton gånger och avled 2008 i ämbetet. Han efterträddes som kongressledamot av Jackie Speier.
1981 sponsrade Lantos ett lagförslag som gjorde Raoul Wallenberg till hedersmedborgare i USA och blev medlem i International Raoul Wallenberg Foundation.